# Wohnhaus-Ensemble Contrescarpe
Das Wohnhaus-Ensemble Contrescarpe Nr. 8 bis Nr. 36 in Bremen - Mitte an der Contrescarpe stammen von 1852/53 und um 1870.
Das Ensemble und verschiedene Gebäude stehen seit 1973 unter Bremer Denkmalschutz.

## Geschichte

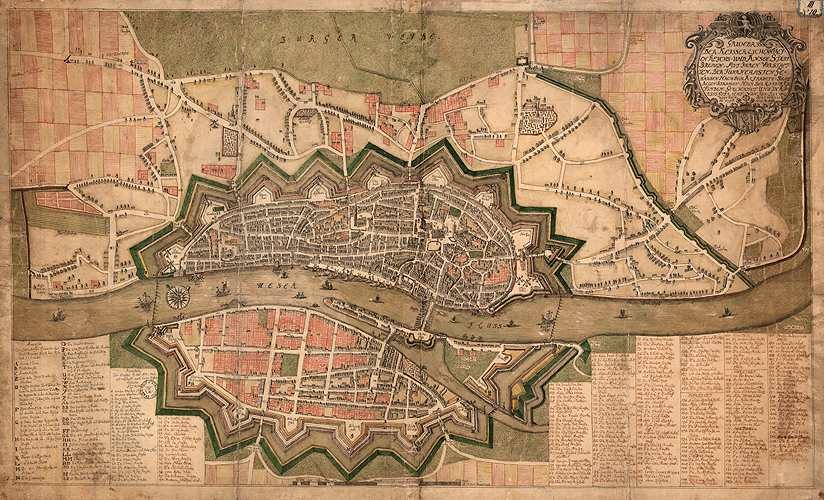
Bremen 1757

Die Bremer Stadtmauer entstand im Mittelalter und umschloss die Altstadt von Bremen. Im 17. Jahrhundert wurde die Stadtmauer zur Befestigungsanlage umgestaltet mit dem Wall (Scarp) an der Altstadtseite und der Straße Am Wall. Gegenüber (contre) den Wallanlagen verlief im Zickzack die Contrescarpe, die äußere Böschung des Festungsgrabens.
Die Bremer Wallanlagen gingen aus den bis zum 17. Jahrhundert erbauten Befestigungsanlagen hervor. Sie entstanden von 1802 bis 1811 nach Plänen von Christian Ludwig Bosse (1802) und Isaak Altmann (ab 1803). Die Wälle wurden geschleift. Erst danach konnte an der Straße Am Wall und der Contrescarpe gebaut werden. Nur wohlhabende Kaufleute konnten hier siedeln. Am Wall wurden Ferien- und Stadthäuser mit Wohnungen und Kontors bevorzugt gebaut. 
Die Contrescarpe zwischen Hohenpfad/Ostertorsteinweg und der Kohlhökerstraße ist ein erhaltenes Beispiel der unterschiedlichen Baukultur der Reichen in Bremen im 19. Jahrhundert. Es entstanden großbürgerliche Wohnhäuser und Villen. Nur pro forma verblieb zunächst der Wohnsitz beim Kontor in der Altstadt.
Bereits 1803 baute Senator Johann Smidt, später Bremens berühmter Bürgermeister, seinen kriegszerstörten Wohnsitz an der Contrescarpe Nr. 25. Bis in die 1840er Jahre entstand die Contrescarpe mit freistehenden Einfamilienhäusern. Aus dieser Zeit hat sich mit Haus Nr. 22 das ehemalige Sommerhaus des Kaufmanns und Konsuls Stephan Lürmann von 1822 (Umbau 1866) erhalten der 1823 auch sein Haus Am Wall 113 gebaut hatte. 1849 wurde die „Torsperre“ aufgehoben und die Vorstadtbürger erhielten das gleiche Bürgerrecht wie die Altstadtbürger. Der Baugrund an der Contrescarpe erhielt dadurch eine große Aufwertung. Viele der Sommerhäuser wurden von Reihenhäusern verdrängt oder dicht gestaffelten Walmdachhäusern für das gehobene Bürgertum.

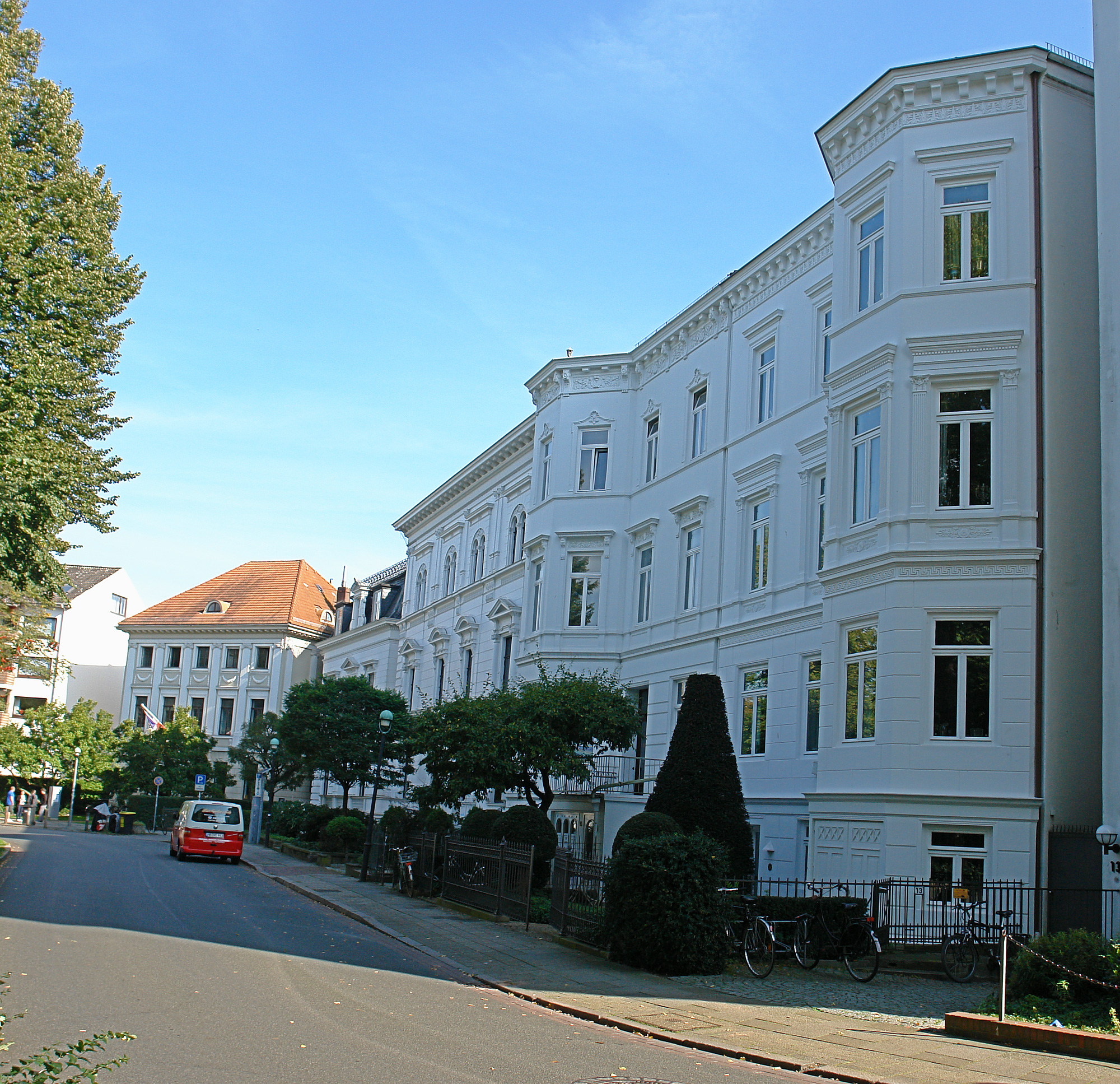
Contrescarpe 19-14

Um 1850 entstanden die Häuser Contrescarpe 17–19, es folgten weitere freistehende oder Doppelhäuser. Von 1852 bis 1853 sind die Reihenhäuser Contrescarpe 27 bis 30, 33 bis 36 und Kohlhökerstraße 38 erbaut worden. Der Baubestand verdichtete sich. Um 1870 (Nr. 9 bis 15) und 1894 (Nr. 8A-8D) wurden auch bestehender Vorstadthäuser verdrängt, so zwischen Meinkenstraße und Hohenpfad. In den 1890er Jahren war der Stil der Neorenaissance beliebt und auch ältere Häuser wurden so überformt. Mit den klassizistischen Fassaden entstanden Reihenhäuses als Typ der Bremer Häuser.
Im Wandel der Bauepochen wandelte sich der Stil der Häuser die zumeist verputzt sind, dann aber zur Jahrhundertwende auch mit gelben oder roten Klinkern gestaltet wurden (Nr. 8 bis 8C, 32): 
- Bauepochen
  - Klassizismus: 21, 22–24, 29–30, 33–36, 34, 37 und Kohlhökerstraße 38
  - Historismus: 8, 9, 10, 12, 14, 15, 16, 17, 18, 19, 21, 27, 32
  - Jahrhundertwende: 8, 8A-C, 19,
- Baustil
  - Neobarock: 19
  - Neorenaissance: 10, 17, 18
  - Neoklassizismus: 8, 8A-C, 12, 14, 15, 16

## Gebäude
| Haus- Nr. | Architekten                                                                    | Bauherren, Nutzer                                                                    | Zeit                 | Gesch. |
| --------- | ------------------------------------------------------------------------------ | ------------------------------------------------------------------------------------ | -------------------- | ------ |
| 8         | Andreas Weiland                                                                |                                                                                      | 1894                 | 3      |
| 8A        | Andreas Weiland                                                                |                                                                                      | 1894                 | 3      |
| 8B        | Andreas Weiland                                                                |                                                                                      | 1894                 | 3      |
| 8C        | Andreas Weiland                                                                |                                                                                      | 1894                 | 3      |
| 9         | Lüder Rutenberg                                                                |                                                                                      | 1860                 | 2      |
| 10        |                                                                                |                                                                                      | um 1870 um 1895      | 3      |
| 12        |                                                                                |                                                                                      | um 1870              | 3      |
| 14        |                                                                                |                                                                                      | um 1870              | 3      |
| 15/16     |                                                                                |                                                                                      | um 1870              | 3      |
| 17        | ? Albert Dunkel                                                                | H.H. Sengstak Johann Heinrich Gildemeister                                           | um 1850 1895         | 2/3    |
| 18        | Lüder Rutenberg Fritz Dunkel                                                   | 1855 G.W. Fletcher 1894 Caspar Kulenkampff 1924 G. Carl Lahusen                      | um 1850 1894         | 2      |
| 19        |                                                                                |                                                                                      | um 1850 um 1894 1910 | 3      |
| 21        | Heinrich Müller                                                                | Stephan August Lürmann                                                               | 1866                 | 2      |
| 22–24     | Jacob Ephraim Polzin Lüder Rutenberg Heinrich Müller Rudolf Alexander Schröder | Theodor Gerhard Lürman Johannes TheodorLürman Johann Georg Wolde Senator für Inneres | 1822 1853 1866 1905  | 2      |
| 27        |                                                                                |                                                                                      | um 1852              | 3      |
| 29        | Johann Averdieck                                                               |                                                                                      | 1852                 | 3      |
| 30        |                                                                                |                                                                                      | 1852                 | 3      |
| 32        | Eduard Gildemeister                                                            | Johann Smidt                                                                         | 1891                 | 2      |
| 33        | ?                                                                              | Albrecht Dietrich Finke                                                              | 1853                 | 3      |
| 34        | Lüder Rutenberg                                                                | Heinrich Garrels                                                                     | 1853                 | 3      |
| 35        | Lüder Rutenberg                                                                | Friedrich Ludwig Seekamp                                                             | 1853                 | 3      |
| 36/37     |                                                                                | Johann Ludwig Ruyter                                                                 | 1852                 | 3      |
| KH 38     | Lüder Rutenberg                                                                |                                                                                      | 1853                 | 3      |

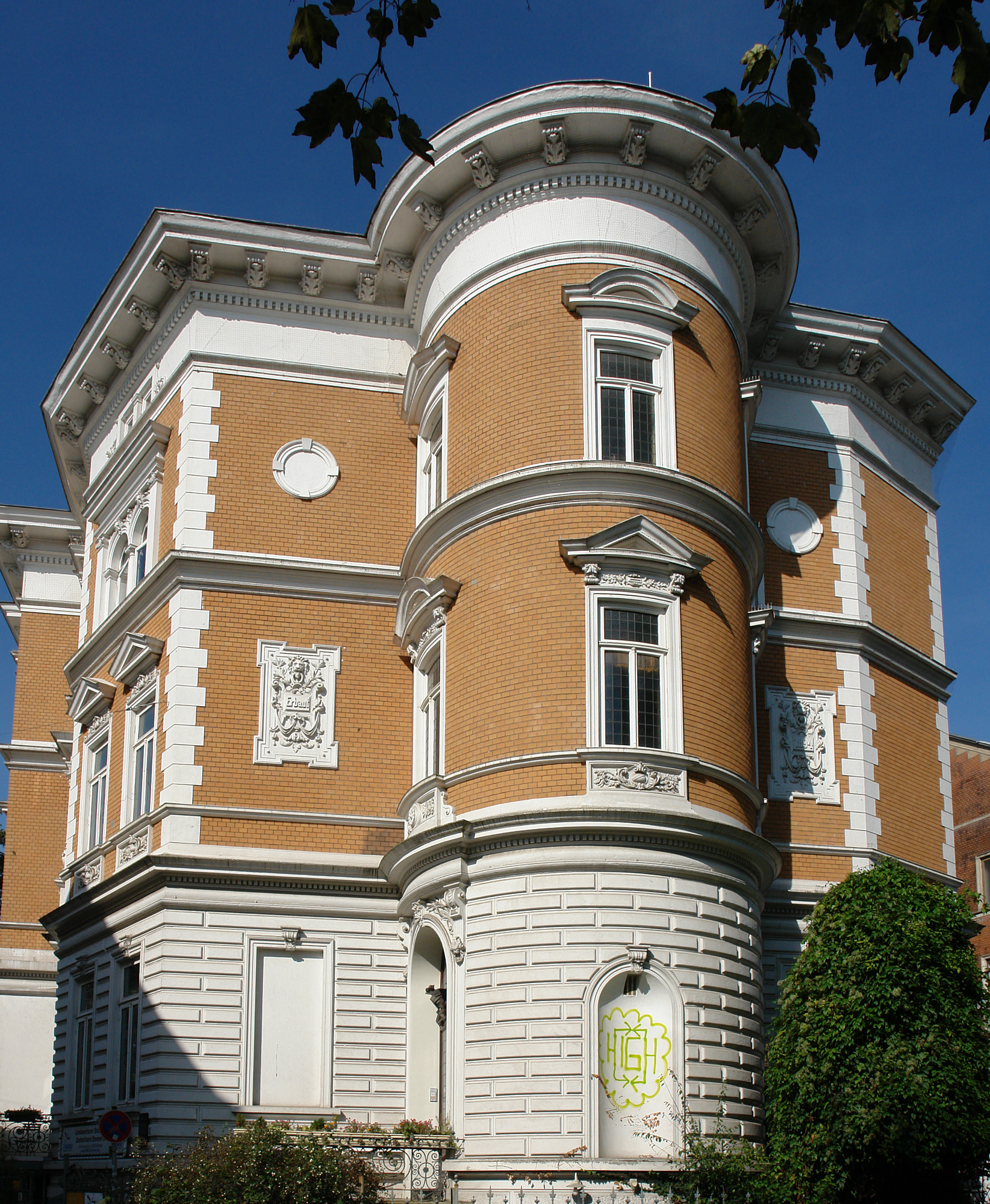
Contrescarpe 8
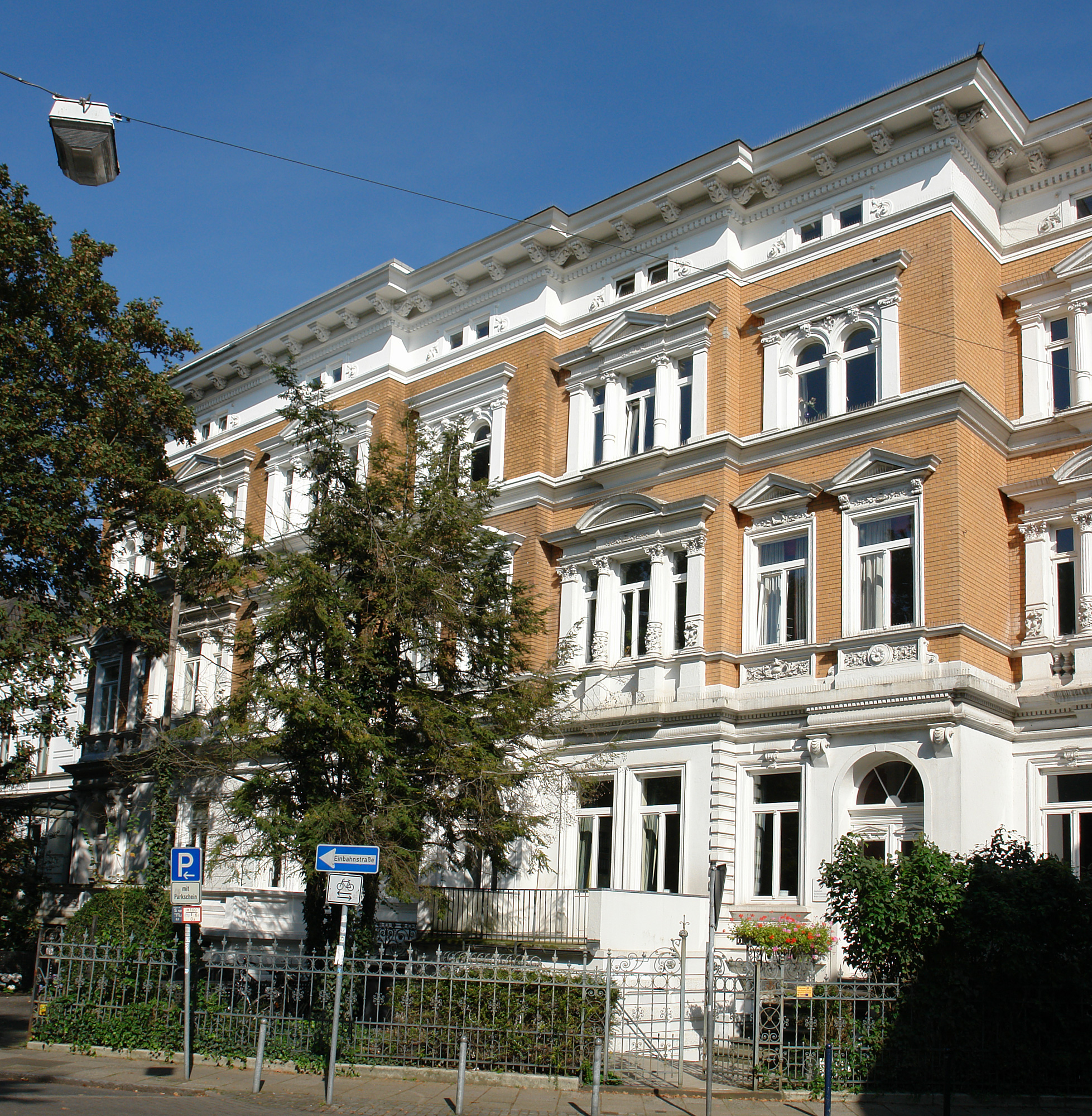
Contrescarpe 8 A–C
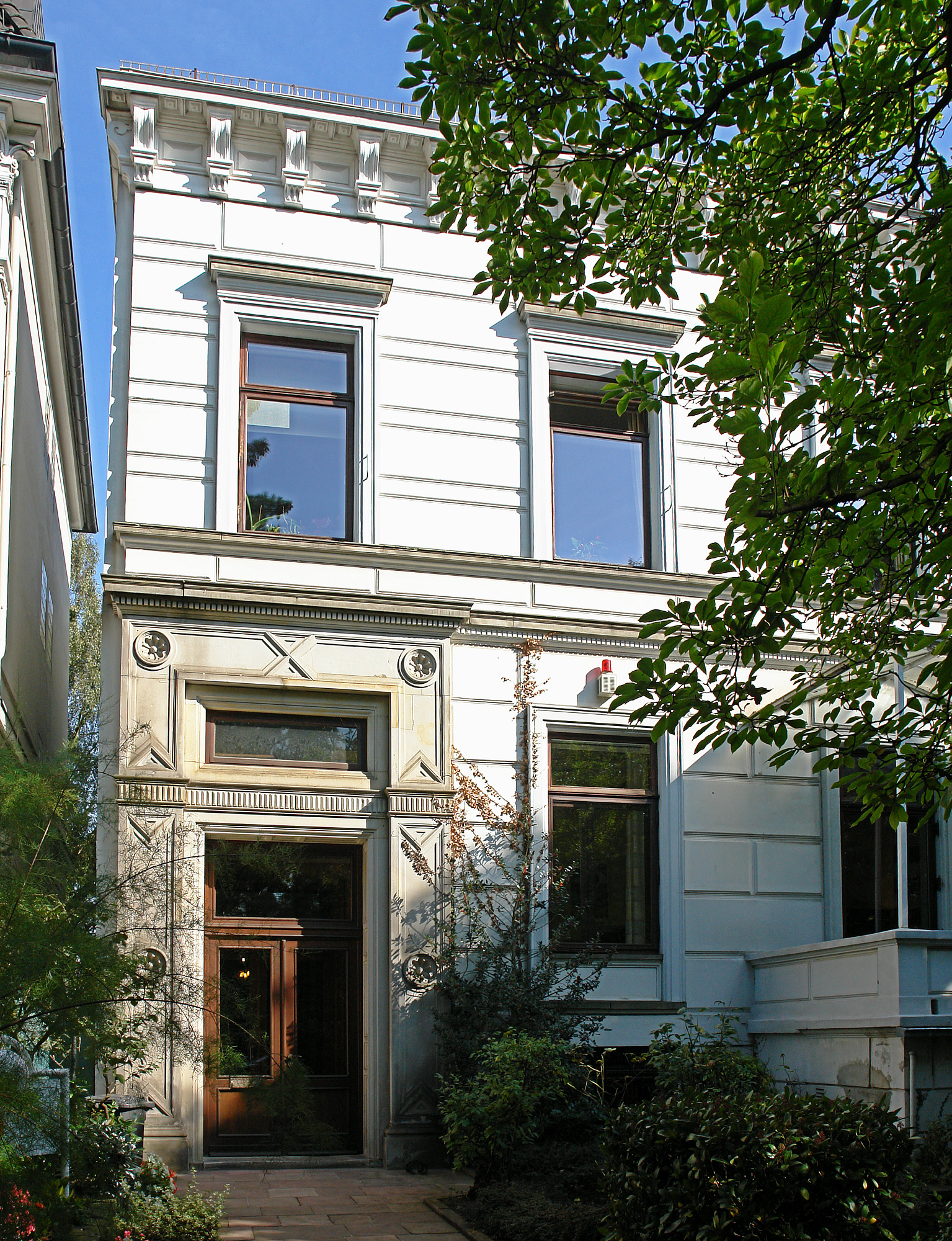
Contrescarpe 9
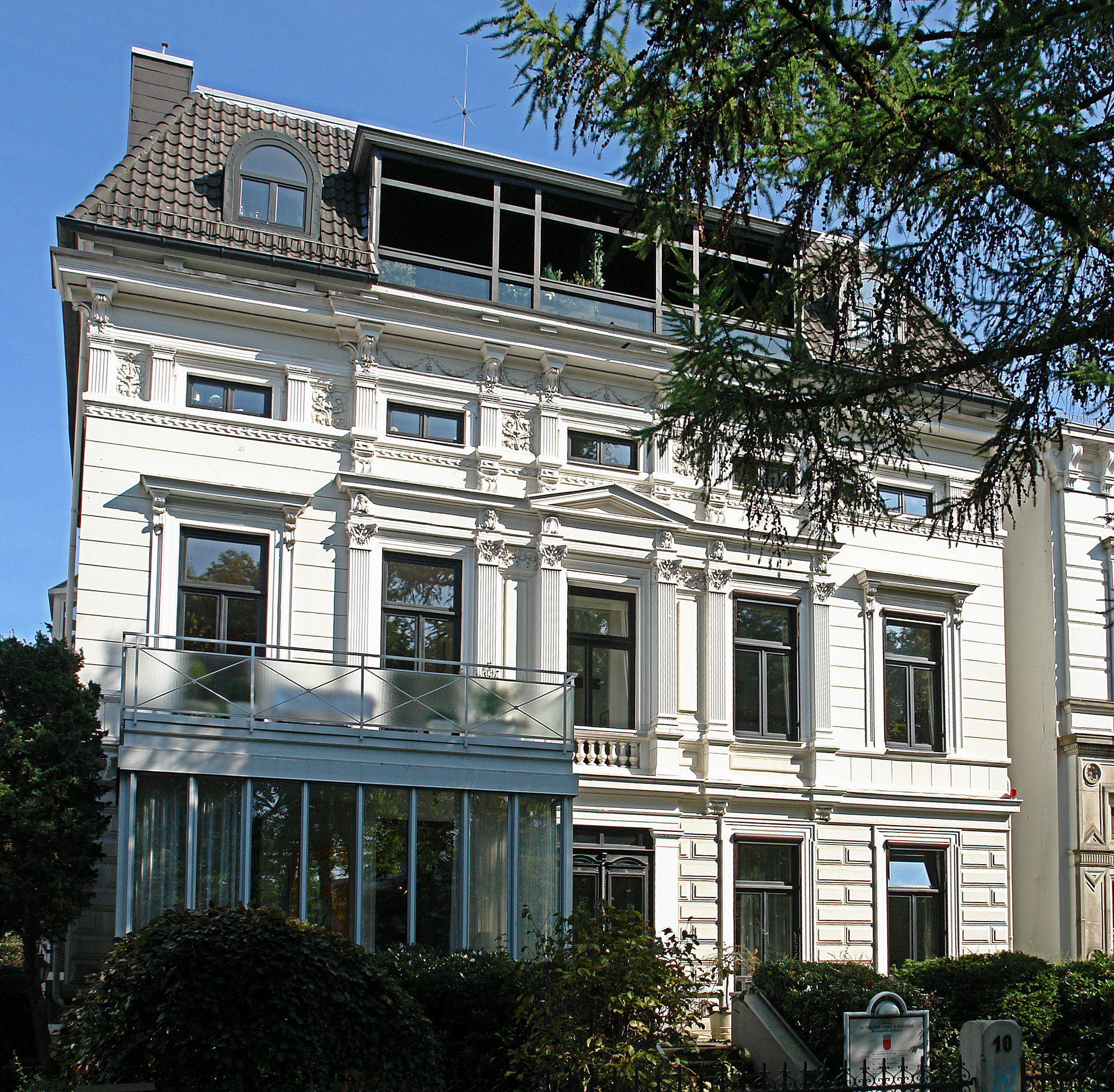
Contrescarpe 10
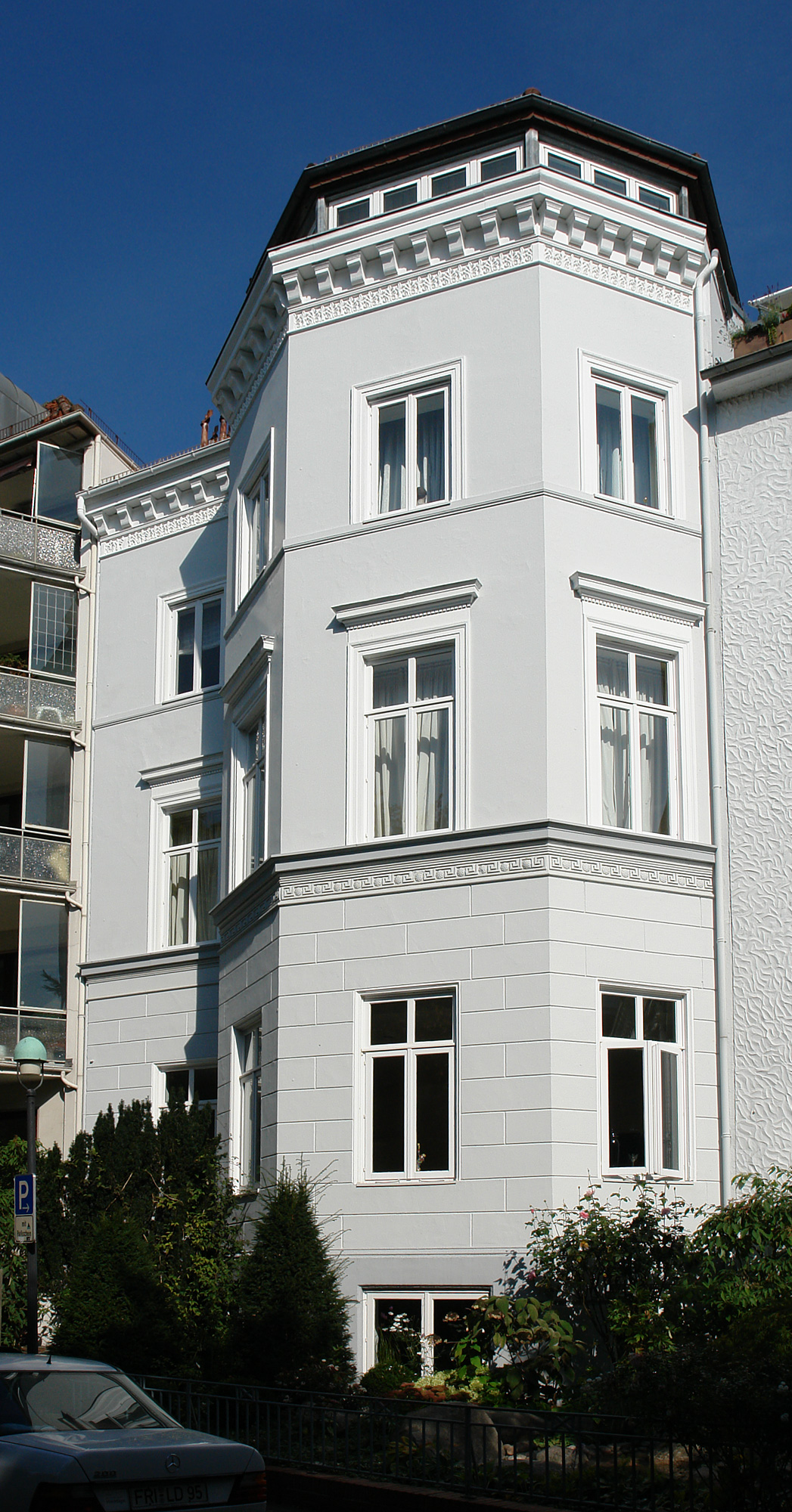
Contrescarpe 12
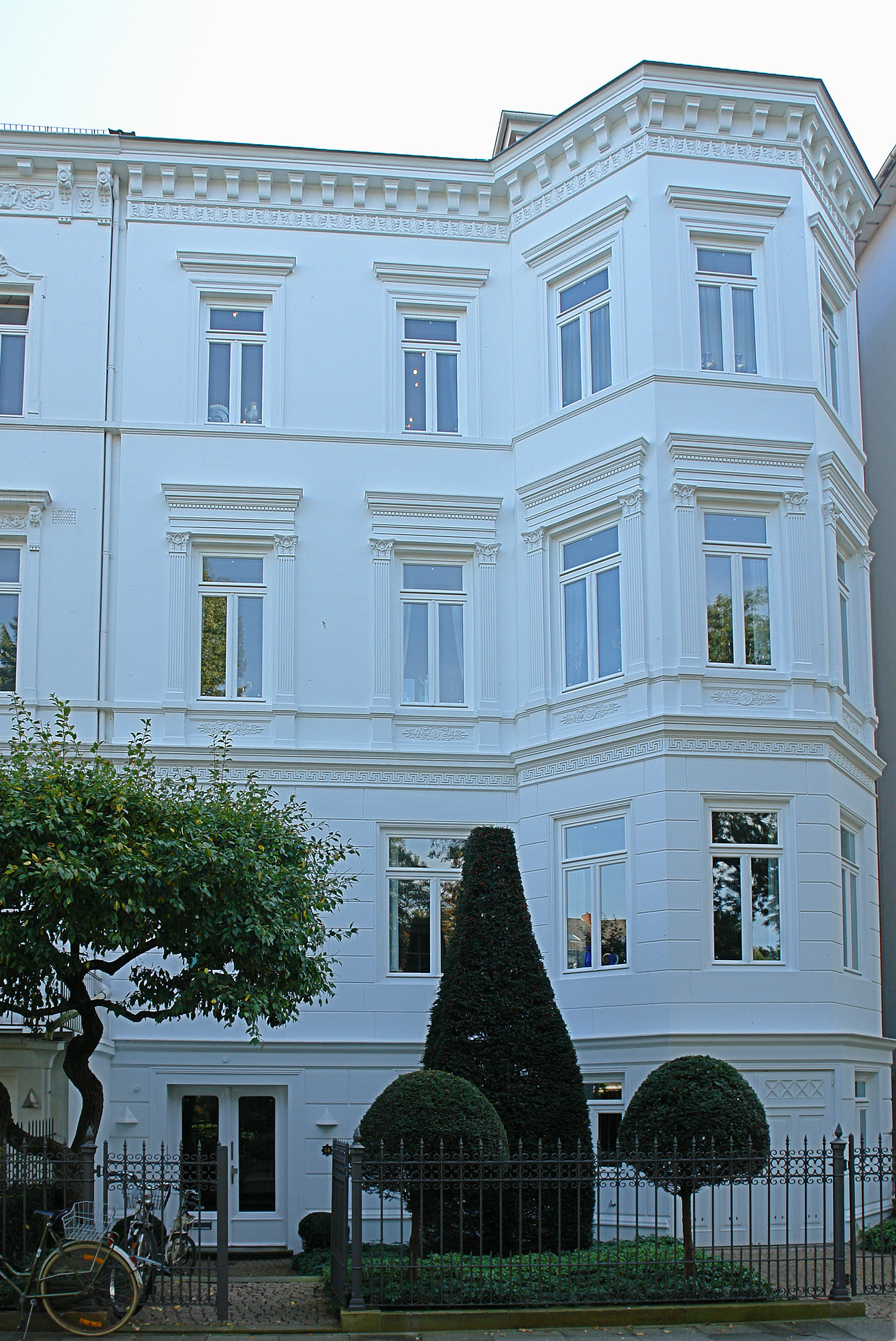
Contrescarpe 14
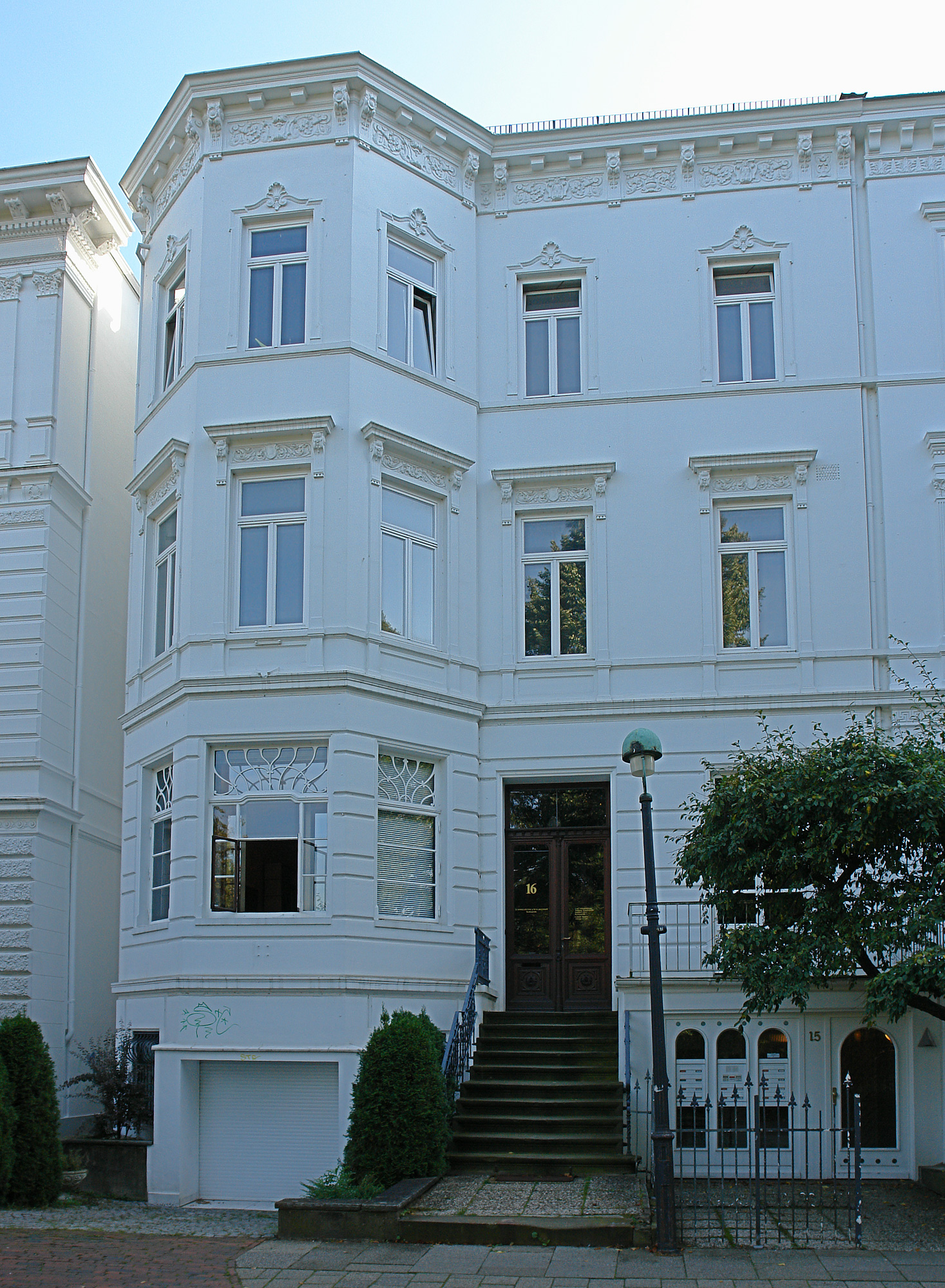
Contrescarpe 16/15
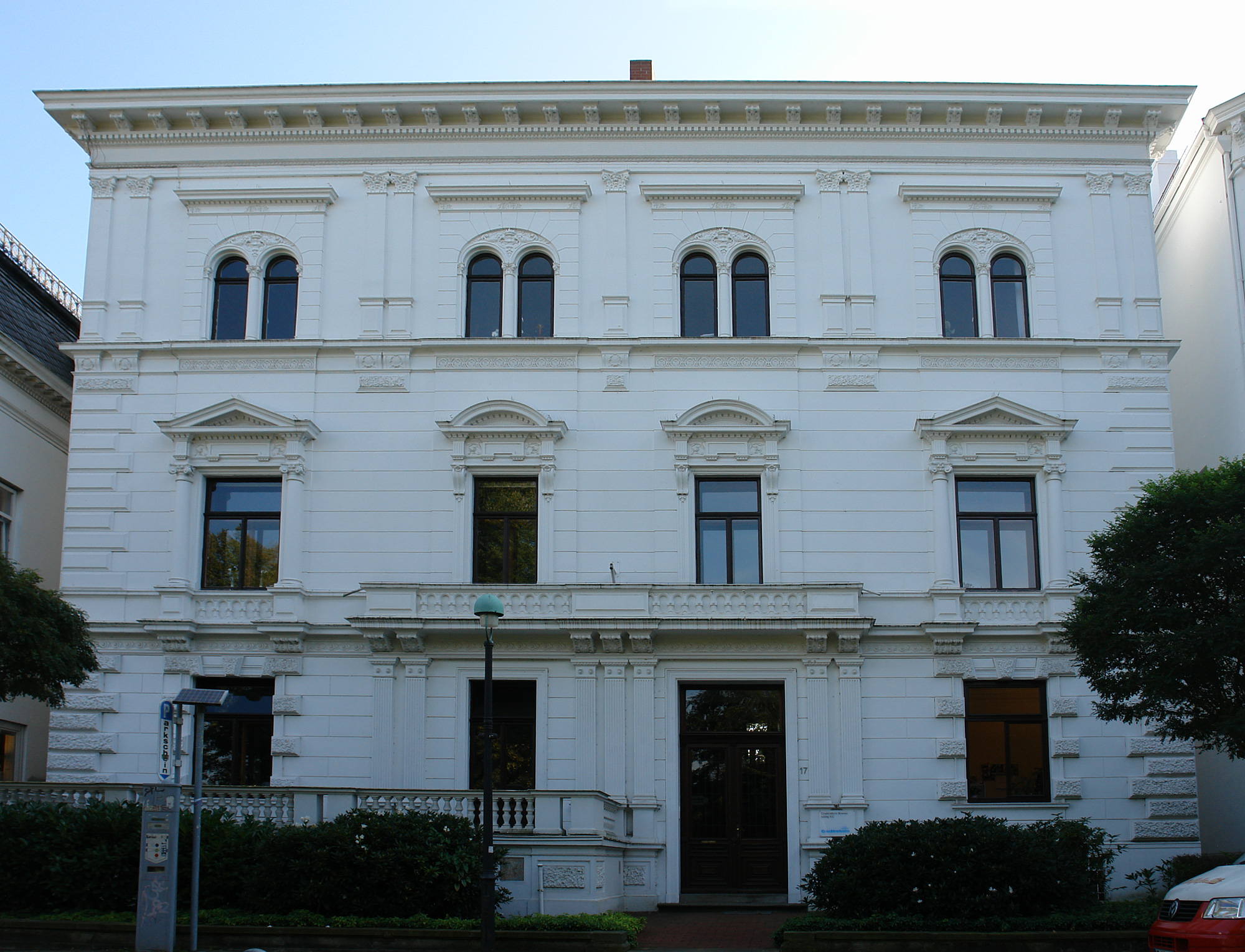
Contrescarpe 17
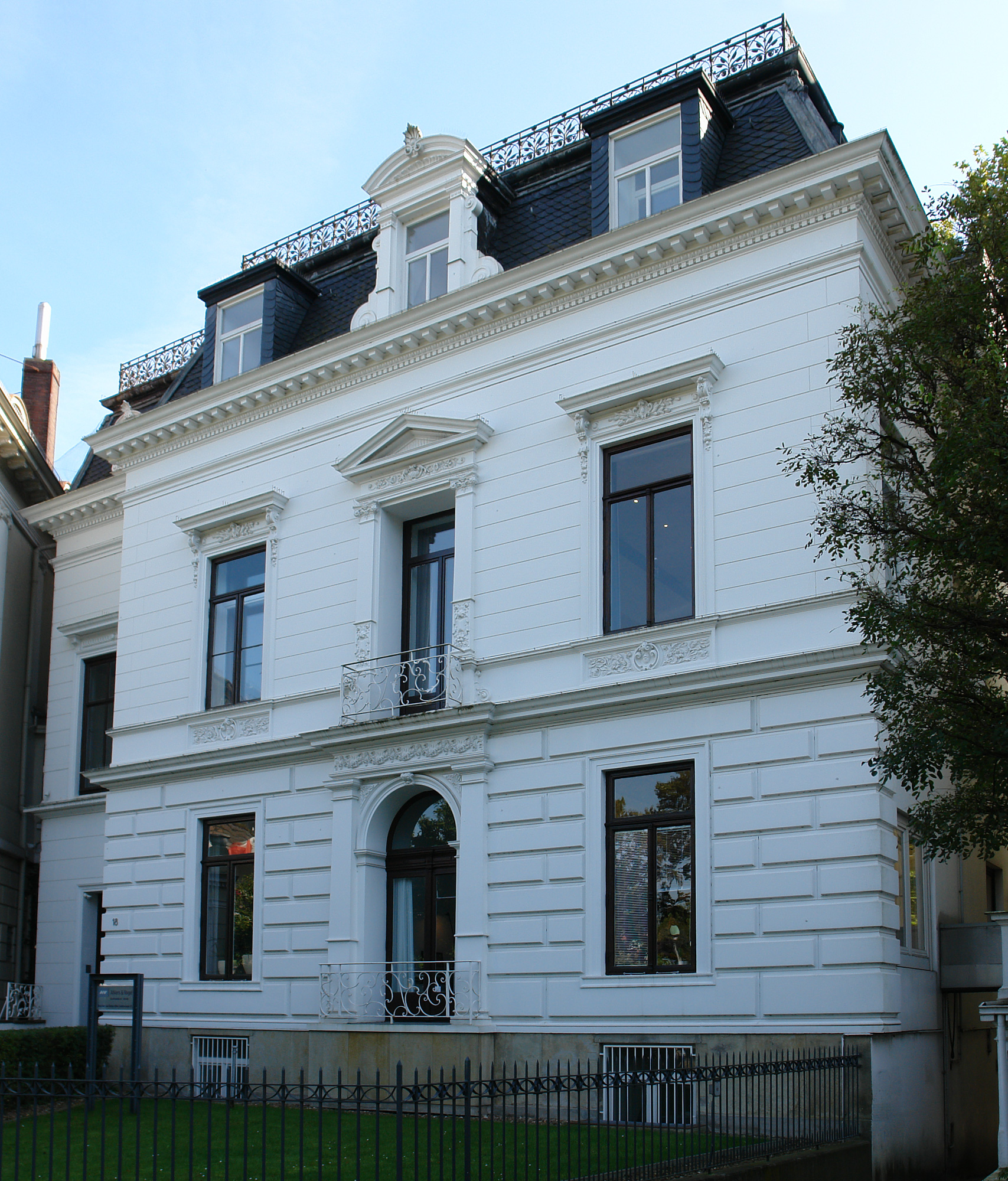
Contrescarpe 18
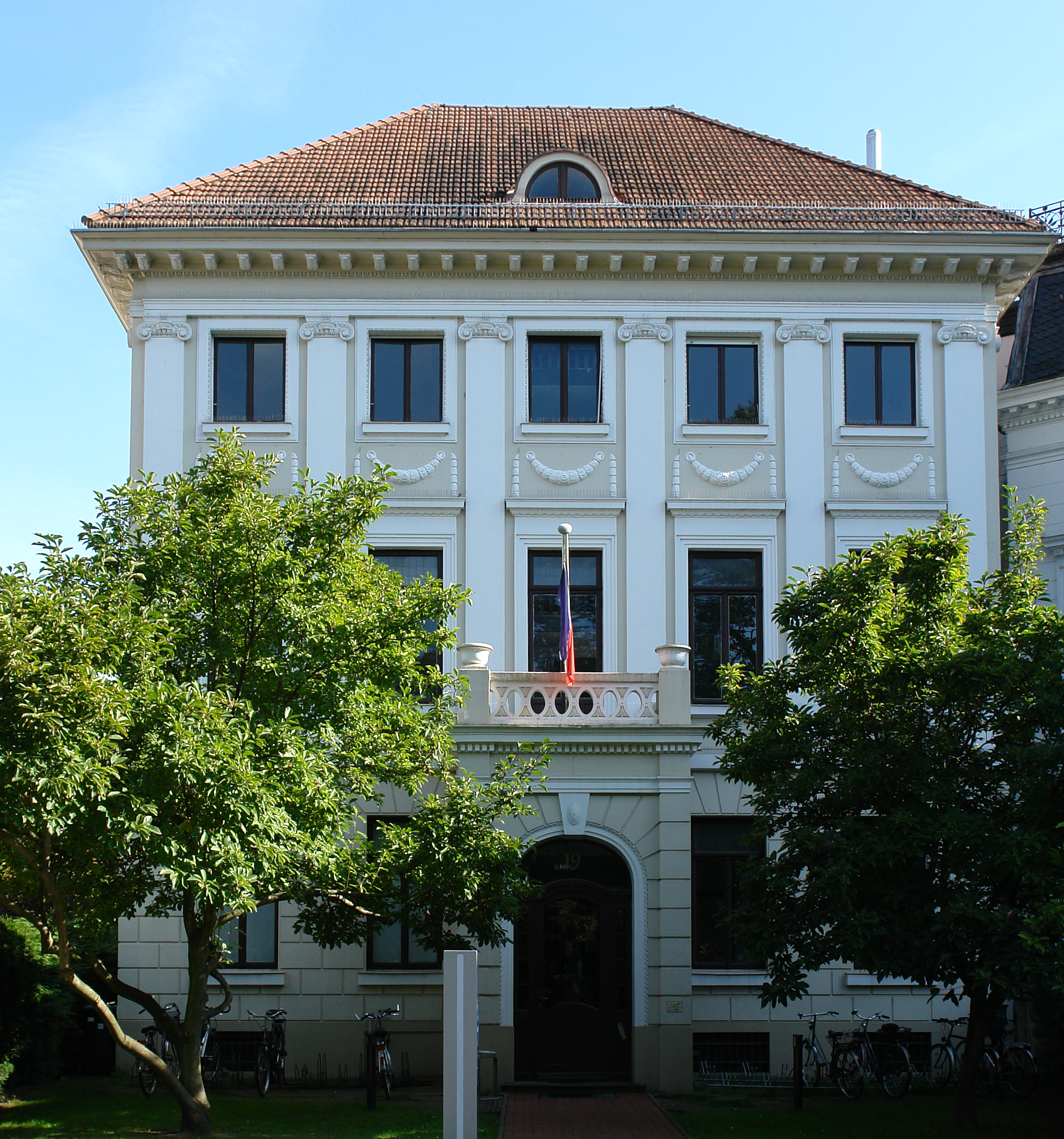
Contrescarpe 19
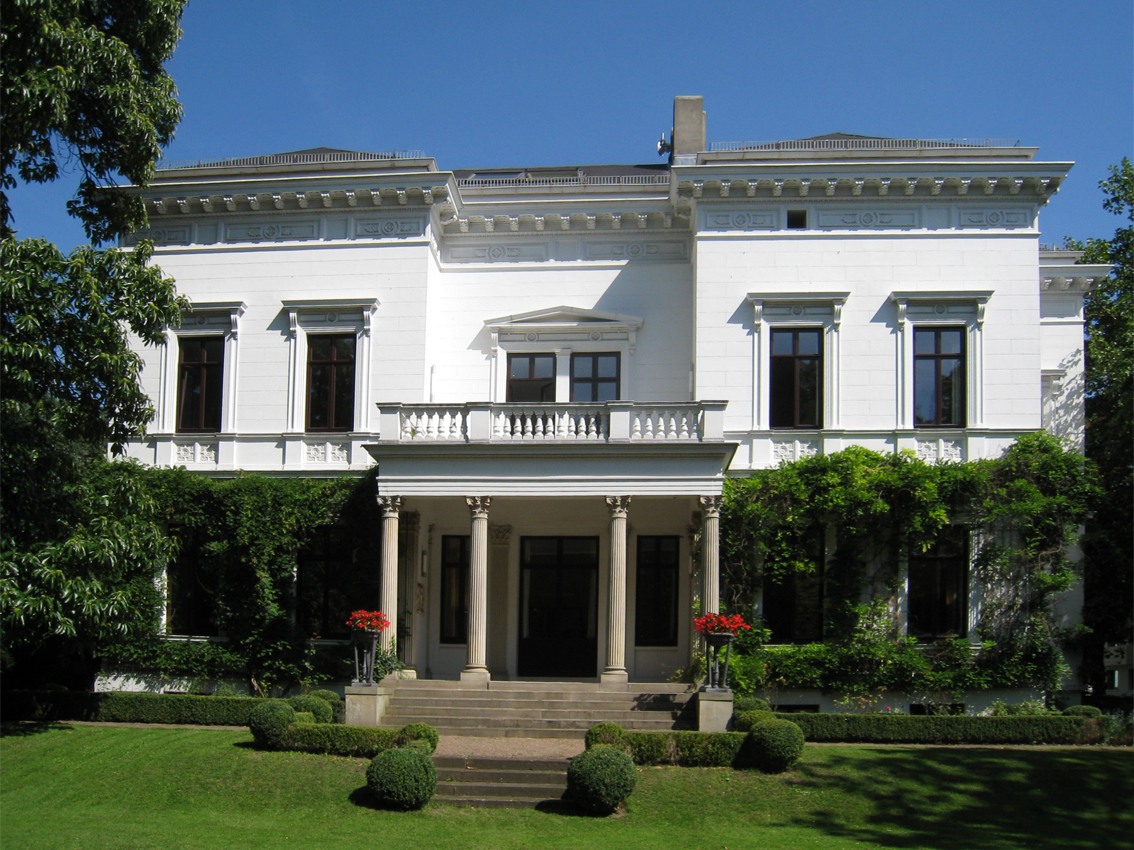
Contrescarpe 21, Villa Lürman
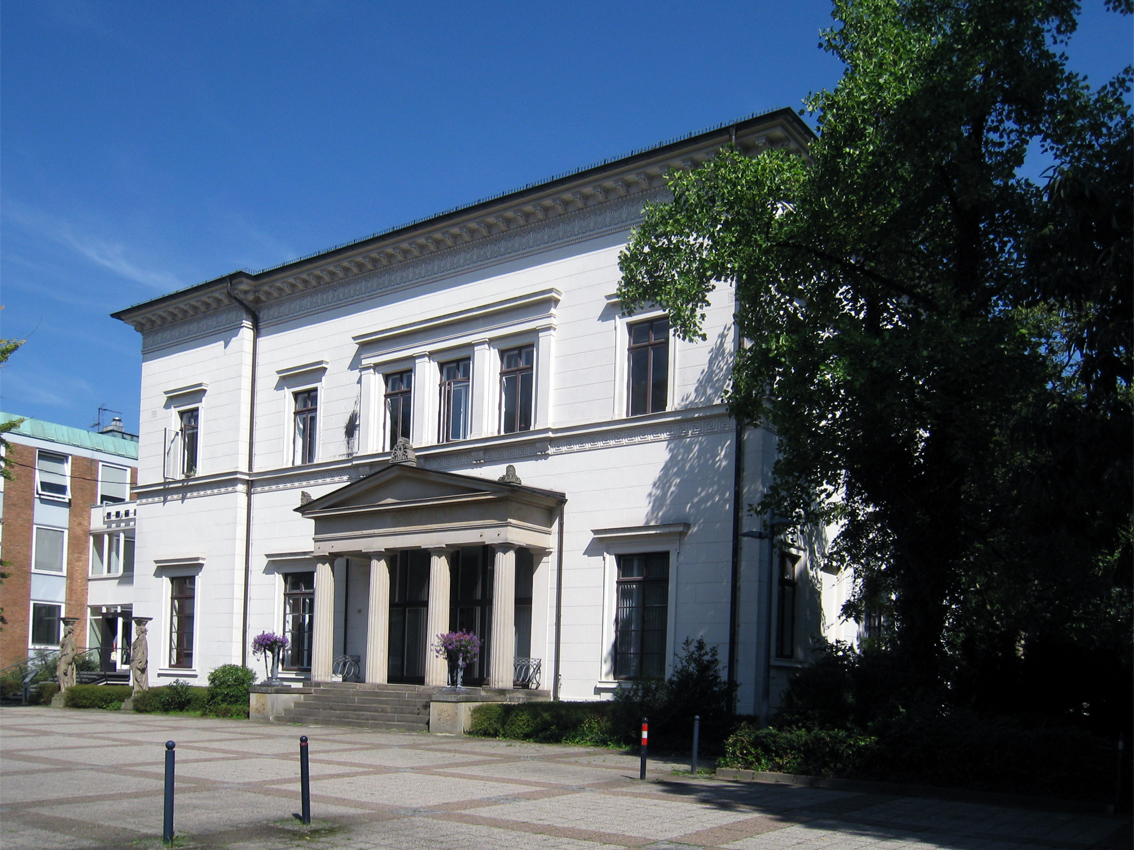
Contrescarpe 22–24, Villa Lürman
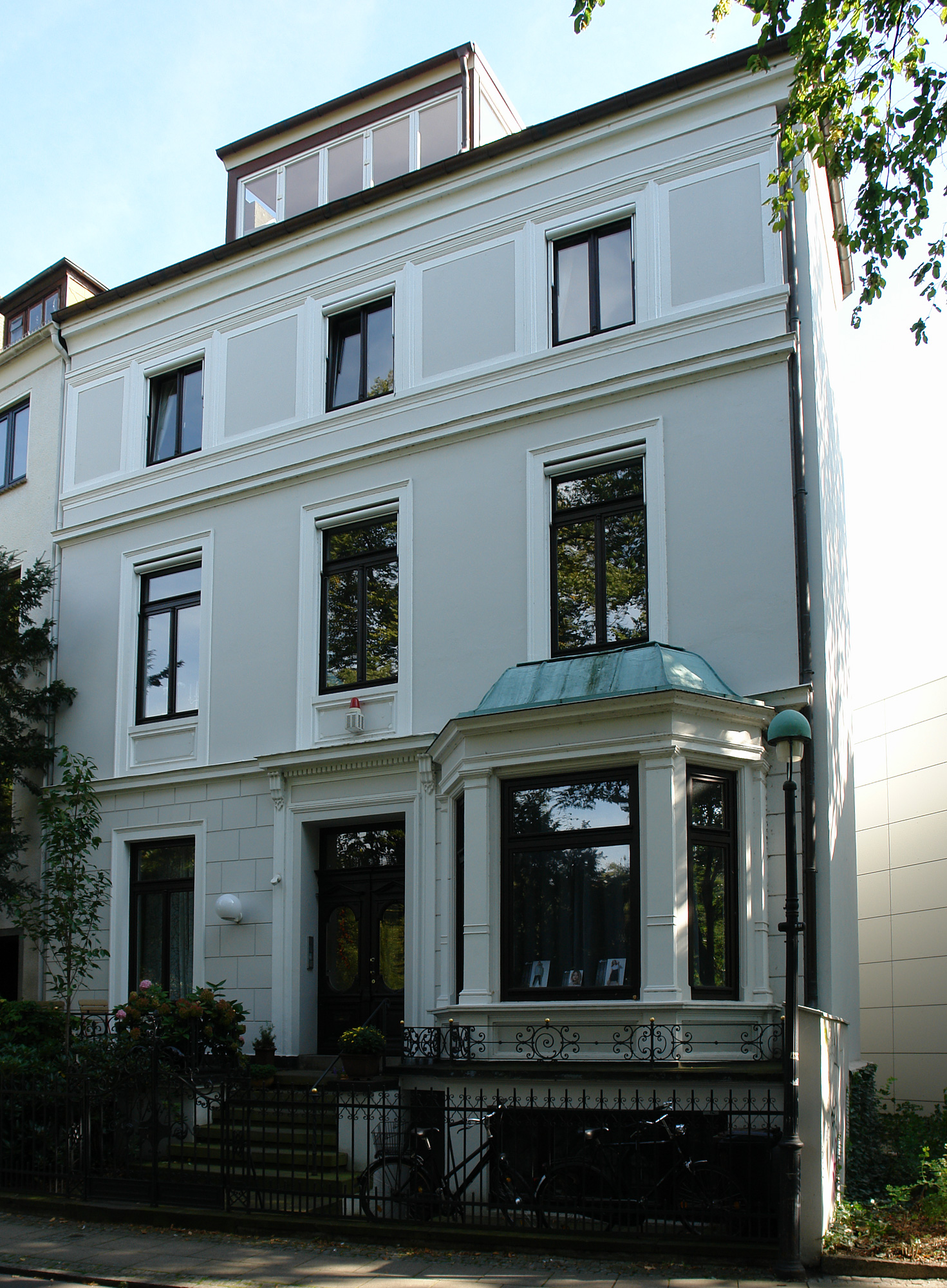
Contrescarpe 27
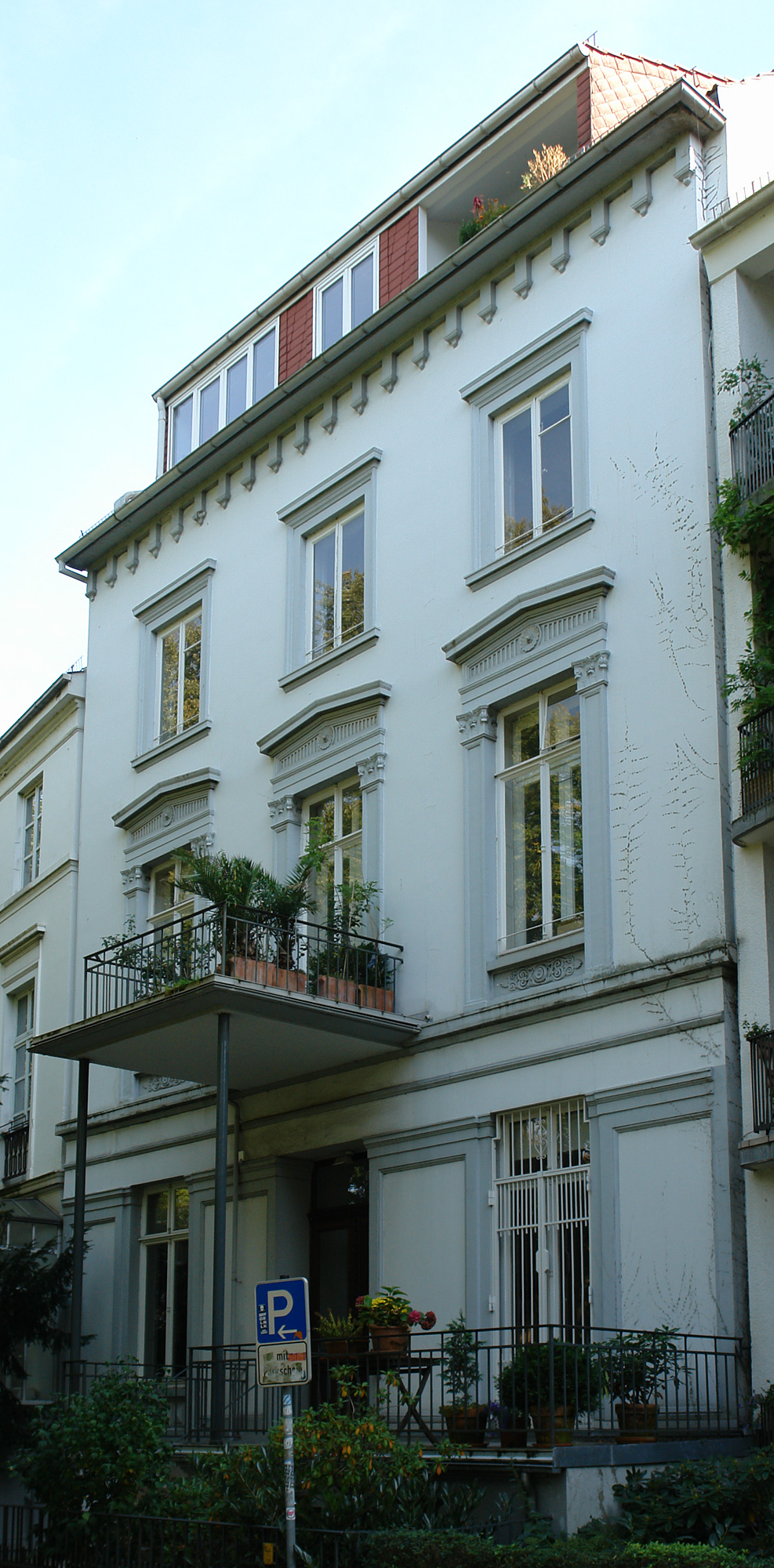
Contrescarpe 29
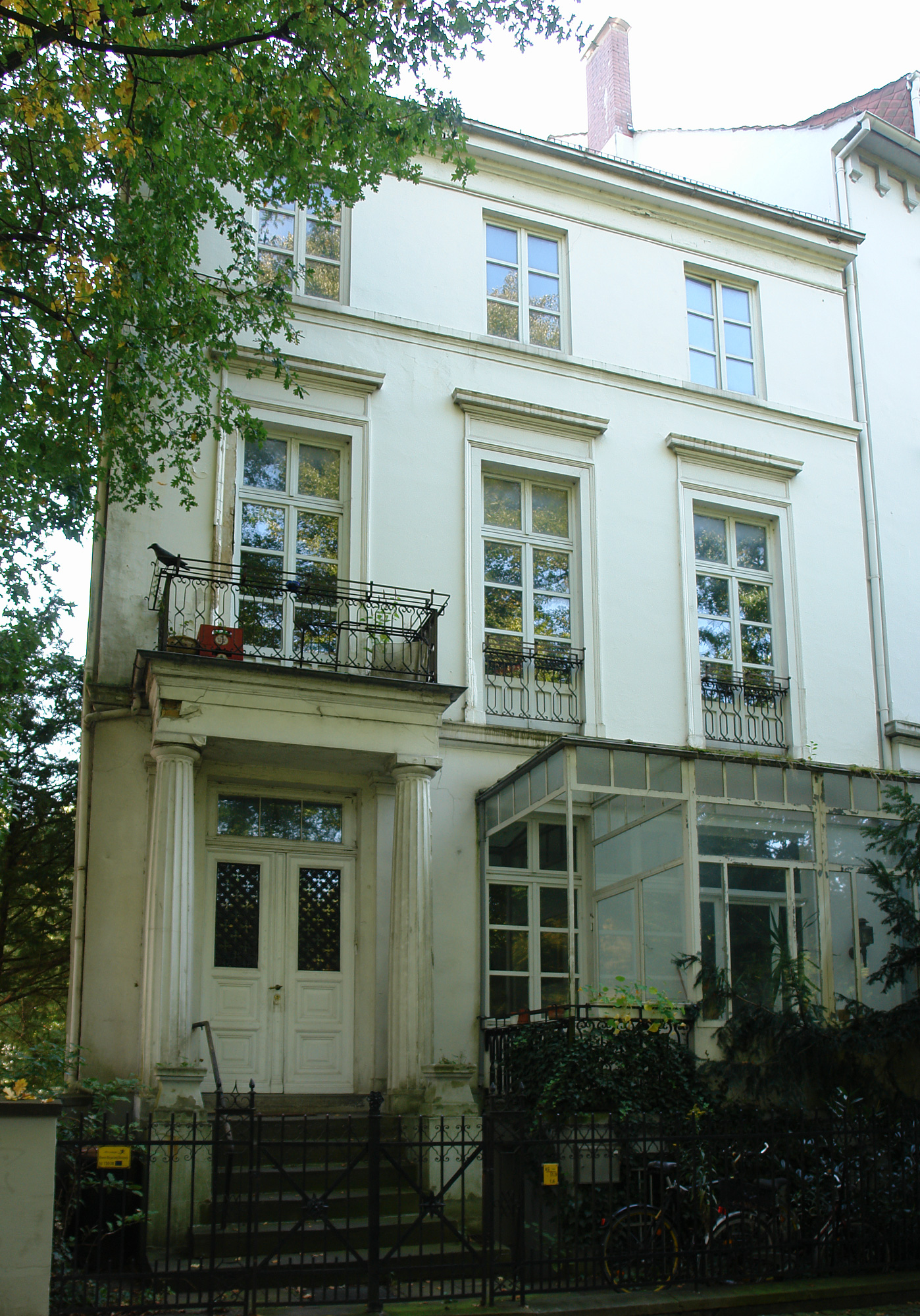
Contrescarpe 30
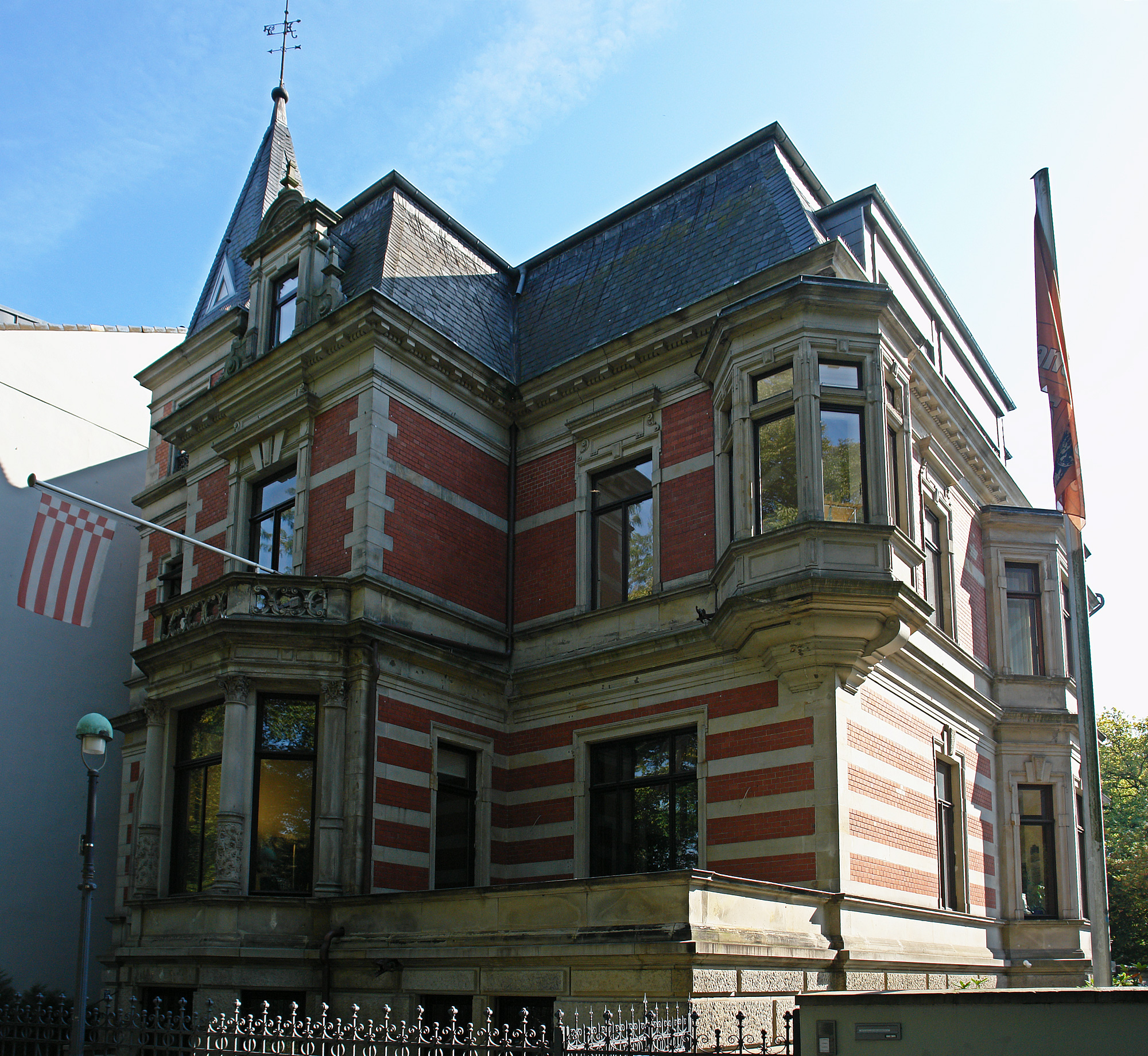
Contrescarpe 32, Villa Smidt
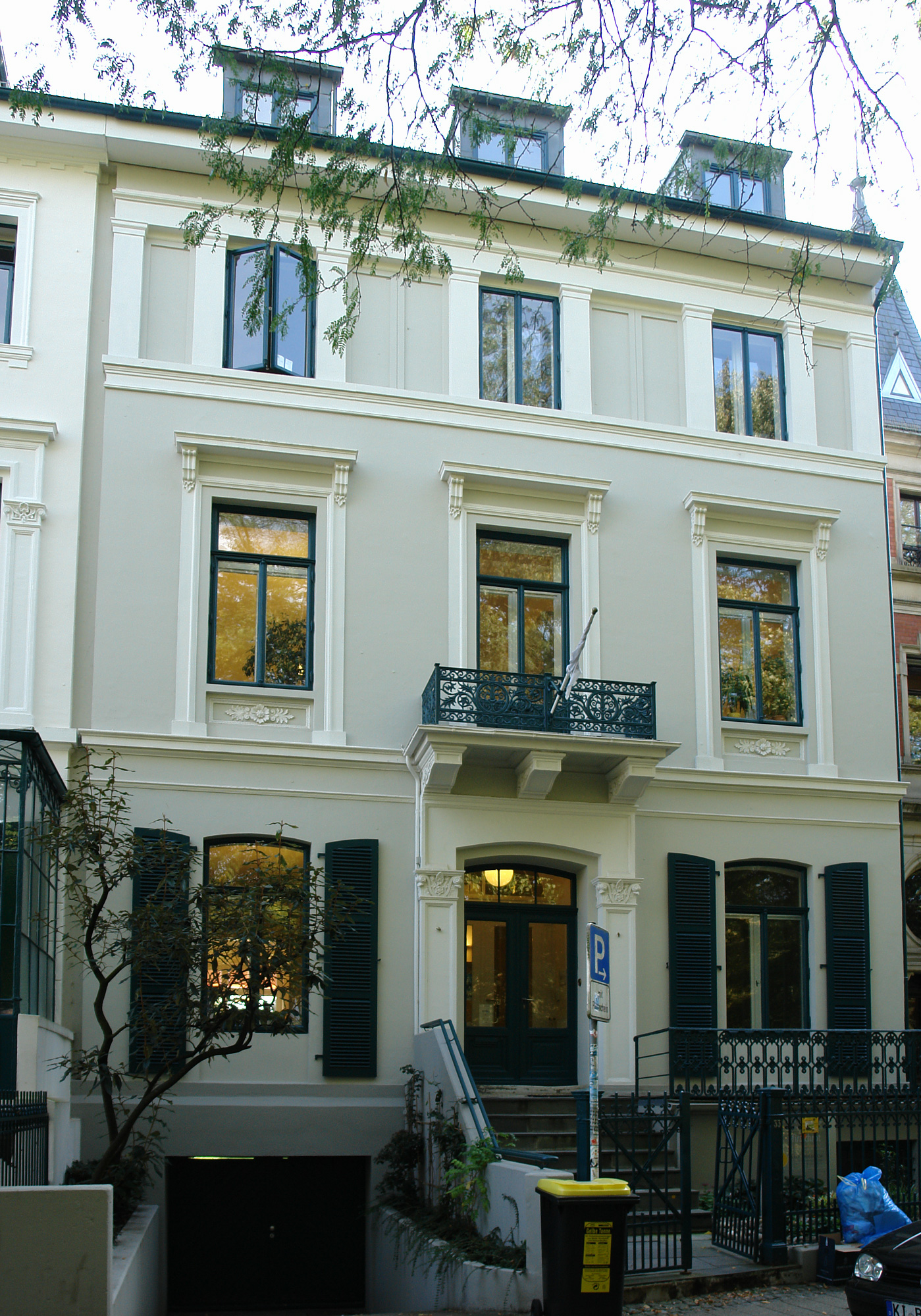
Contrescarpe 33
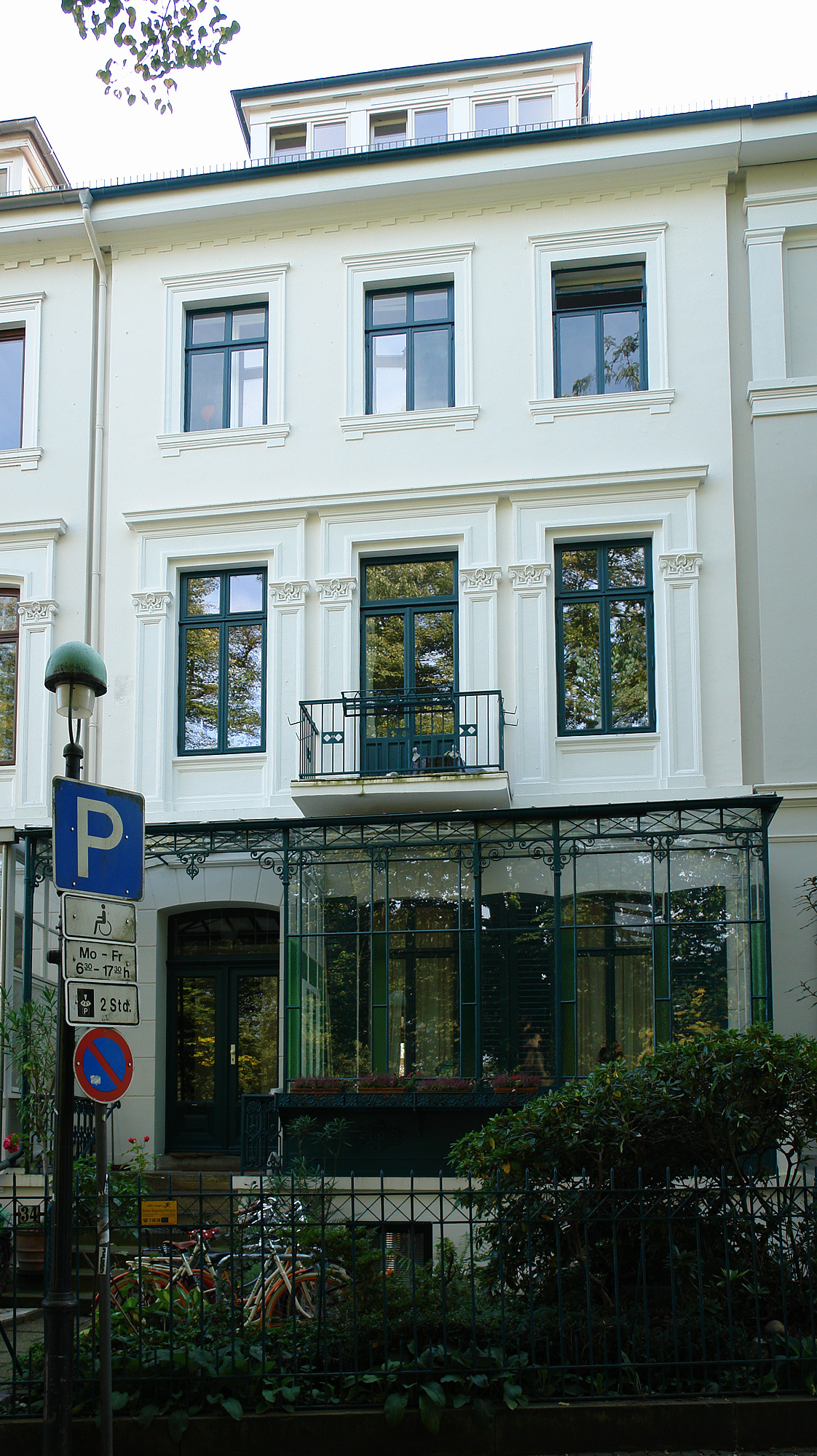
Contrescarpe 34
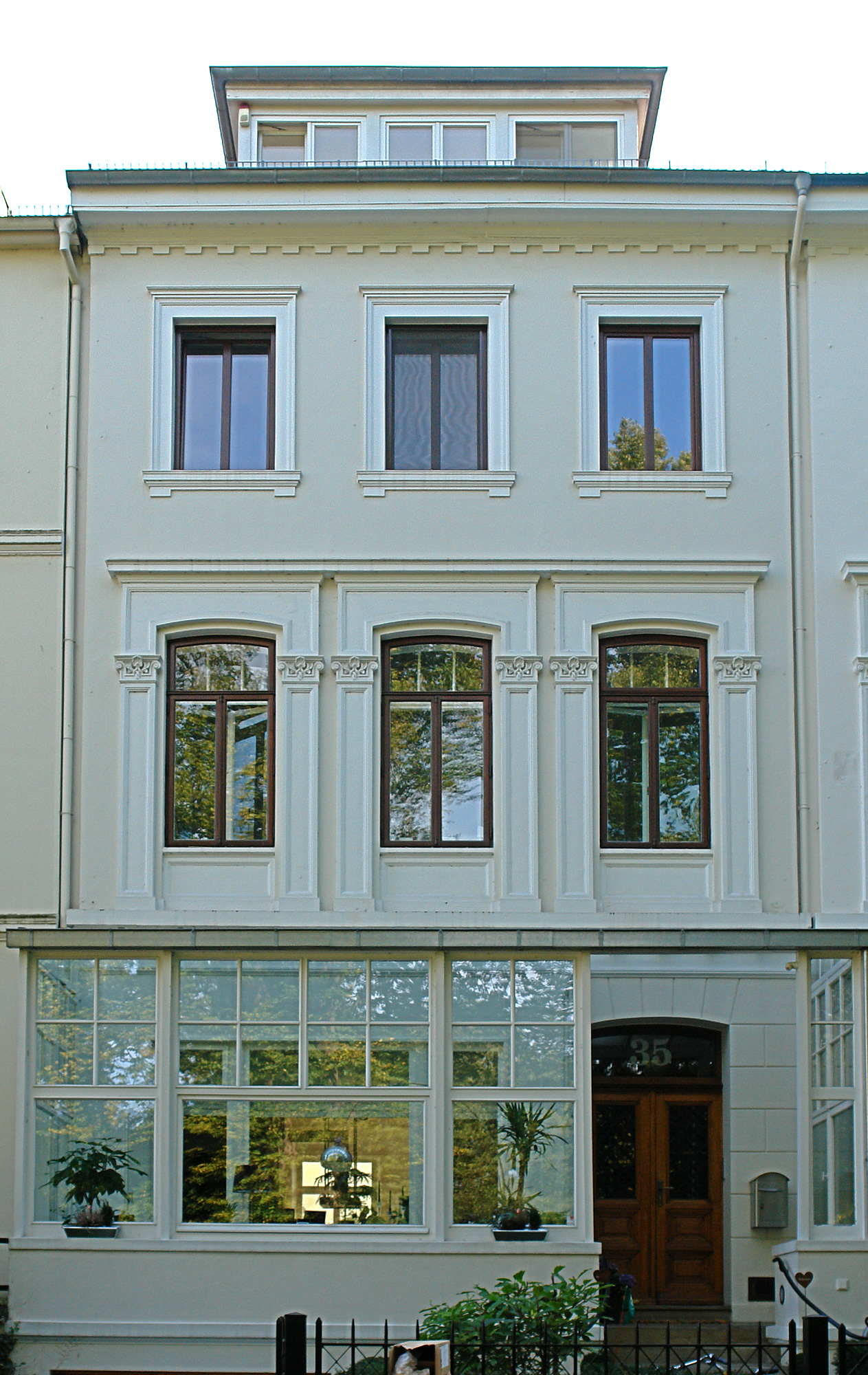
Contrescarpe 35
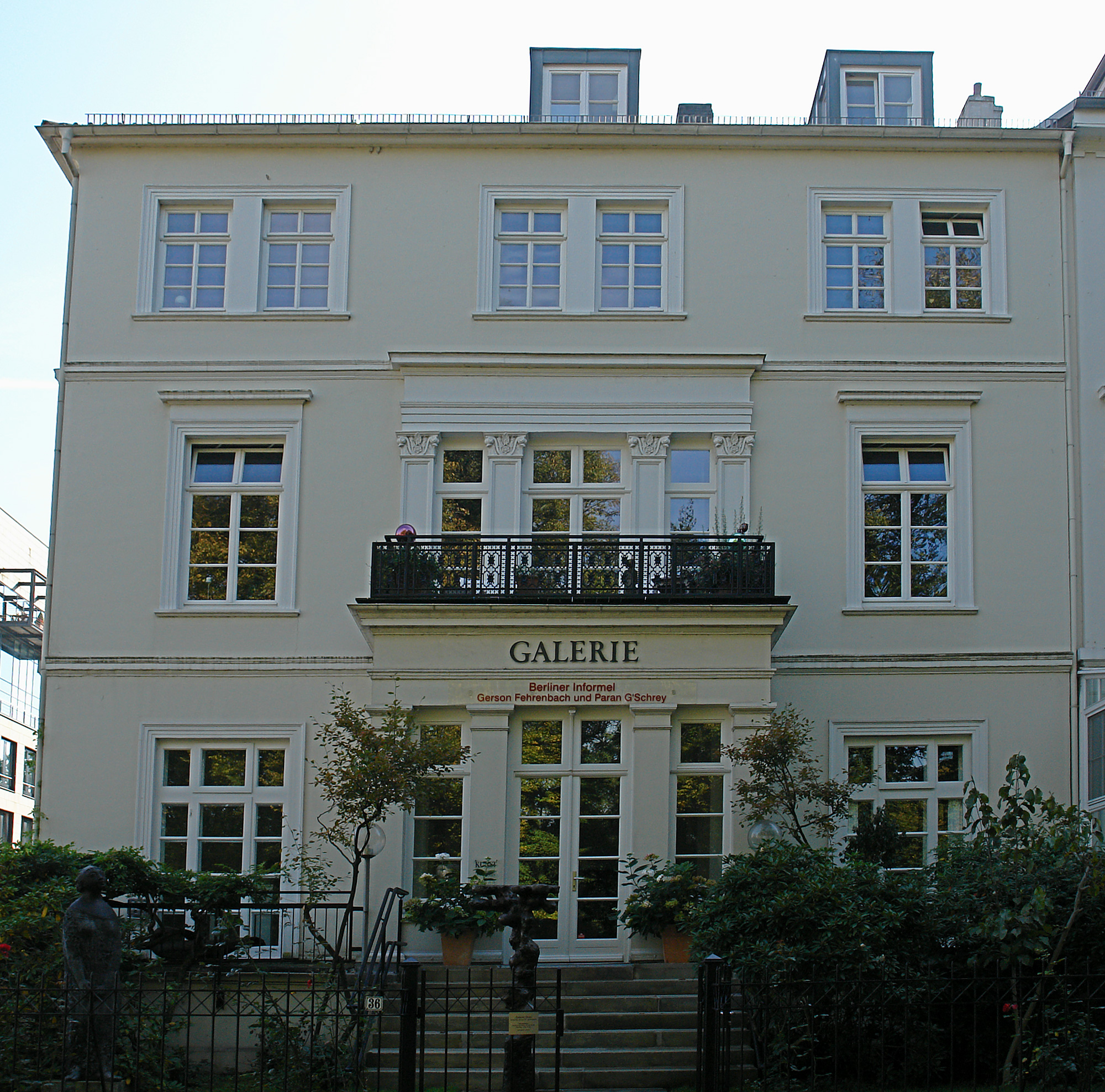
Contrescarpe 36
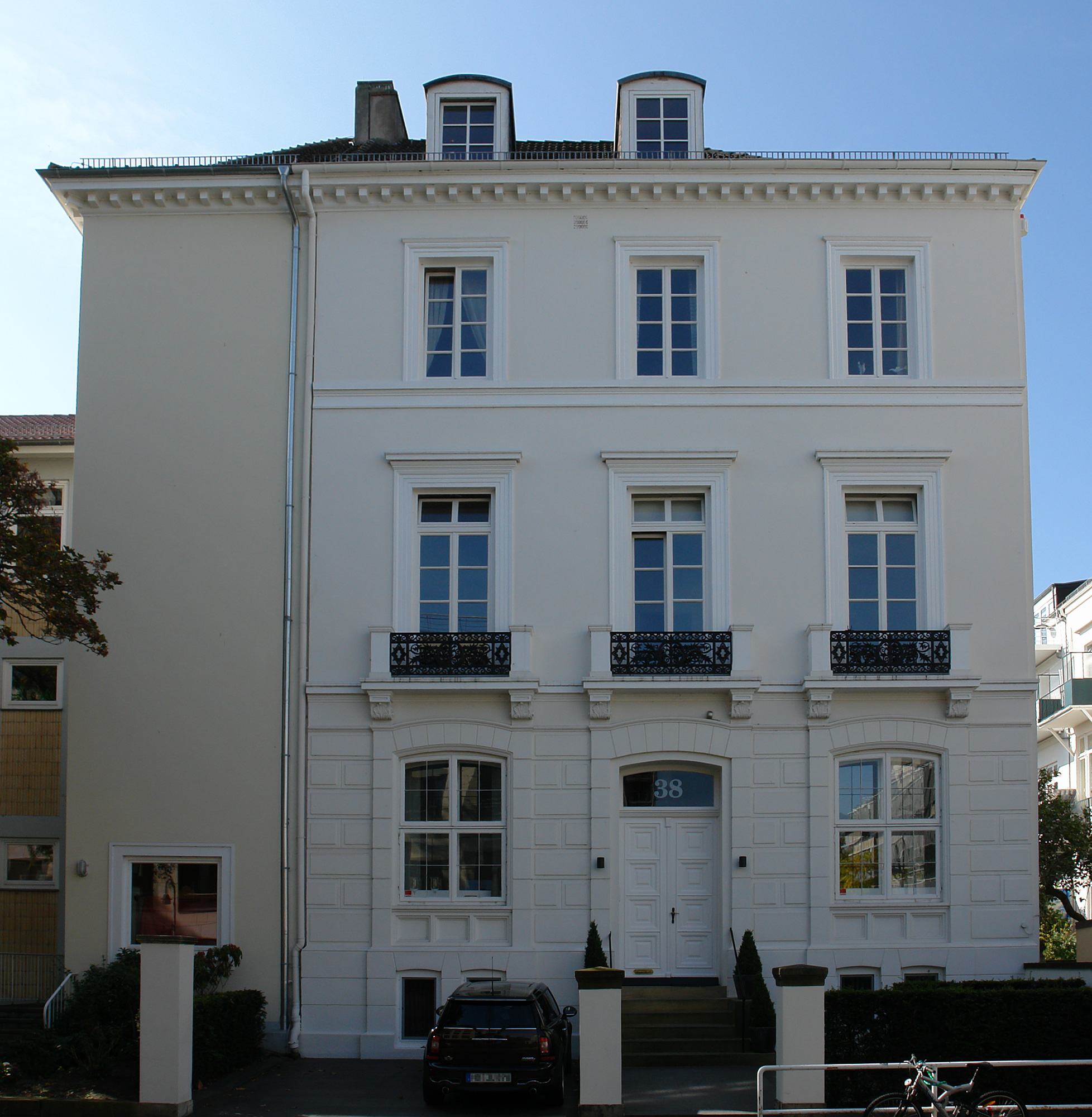
Kohlhökerstraße 38

## Heutige Nutzungen
Der Bereich des Wohnhaus-Ensembles Contrescarpe von der Nr. 8 – Hohenpfad – bis Nr. 36 und Kohlhökerstraße Nr. 38 umfasst nur einen Teilbereich der Straße Contrescarpe, die bis zur Nr. 144 und zur Daniel-von-Büren-Straße Richtung Westen führt.
Viele Wohnhäuser in diesem Ensemblebereich erfuhren mehrfache Umbauten, vor allem für die dann späteren Büronutzungen und es verblieben oft nur noch Wohnungen des gehobenen Bedarfs in den oberen Geschossen. Die Häuser in diesem Bereich überstanden den Zweiten Weltkrieg, während im westlichen Teil der Straße viele Gebäude zerstört und durch Neubauten ersetzt wurden. Auf Grund der citynahen Lage habe Anwälte, Notare, Architekten, Ärzte, eine Galerie sowie andere Dienstleister hier ihre Praxen oder Firmensitze.

In Nr. 19 befindet sich seit den 1950er Jahren das Institut français Bremen.
 
Die Nr. 22–24 ist heute der Amtssitz des Senators für Inneres.